# Marie de Namur
Marie de Namur (1322-1357), est une aristocrate flamande, comtesse de Vianden par son premier mariage et dame de Pierrepont par son second.

## Biographie
Née en 1322 de Jean Ier de Namur et de Marie d'Artois, elle a trois sœurs, dont Blanche de Namur, reine de Suède et de Norvège, et Élisabeth de Namur, comtesse palatine, et six frères, dont les comtes Jean II de Namur, Gui II de Namur, Philippe III de Namur et Guillaume Ier de Namur.
En 1335/36, elle épouse Henri II de Vianden, fils de Philippe II de Vianden et d'Adélaïde d'Arnsberg. Henri est assassiné à Famagouste en septembre 1337. La même année, elle donne naissance à Marie de Vianden. Son second mariage a lieu en 1340 (dispense papale le 9 septembre 1342) avec le cousin au second degré de son père, Thibaut de Bar, seigneur de Pierrepont, fils d'Érard de Bar, seigneur de Pierrepont et d'Ancerville (lui-même fils de Thiébaut II de Bar), et d'Isabelle de Lorraine (fille de Thiébaud II de Lorraine). De ce mariage sont nées deux filles, Yolande de Bar (1343-1410) et Élisabeth de Bar (1345 - avant le 11 mai 1411). 
Marie meurt quelque temps avant le 29 octobre 1353 ou 1357.

## Mariages et descendance
Marie de Namur et Henri II de Vianden ont une fille :
- Marie de Vianden (1337 - 21 octobre 1400), mariée en 1348 avec Simon III de Sponheim.

Elle a deux filles avec Thibaut de Bar :
- Yolande de Bar (1343-1410), se marie avant 1360 avec Eudes VII, Sire de Grancey, Louvois, Pierrepont.
- Élisabeth de Bar (1345 - avant le 11 mai 1411), se marie avant le 18 octobre 1360 avec Otto, seigneur d'Arkel.